# تشيونغ مان-كونغ
تشيونغ مان-كونغ هو سياسي صيني، ولد في 15 سبتمبر 1954 في هونغ كونغ في الصين. نشط حزبياً في Democratic Party (Hong Kong) ‏. وقد انتخب عضو المجلس التشريعي لهونغ كونغ ‏ عن دائرة Education (constituency) ‏ (1 يوليو 1998 – 30 سبتمبر 2012).